# Приобська ТЕС
61°6′24″ пн. ш. 70°14′36″ сх. д. / 61.10667° пн. ш. 70.24333° сх. д.
Приобська ТЕС — теплова електростанція в Тюменській області Росії. 
Станцію ввели в дію у 2010 – 2011 роках на супергігантському Приобському родовищі, в його лівобережній частині (на південь від річки Об). Вона отримала сім встановлених на роботу у відкритому циклі газових турбін потужністю по 45 МВт. Паливна ефективність ТЕС становить 36%. 
Для виробництва теплової енергії майданчик також доповнили чотирма водогрійними котлами загальною потужністю 32 Гкал/год.
Як паливо ТЕС використовує супутній газ, який надходить від трубопроводу, що прямує від компресорної станції №2 (обслуговує правобережну частину родовища). Пікове споживання може досягати 0,11 млн м3 на годину.
Видача продукції відбувається під напругою 110 кВ.